# SG Trier
Die SG Trier ist einer der ältesten noch bestehenden deutschen Schachvereine und der größte Schachverein im Schachbund Rheinland-Pfalz.

## Chronik
Im Jahre 1877 wurde der erste Schachverein in Trier gegründet. Aus der Gründerzeit des Schachvereins ist nur sehr wenig bekannt, da eine Vereinschronik aus dieser Zeit nicht mehr besteht und man somit auf das Zeitungsarchiv der Stadtbibliothek Trier angewiesen ist. Am 25. Juni 2008 verschmolzen die beiden größten Trierer Vereine SC Trier-Süd und SG Turm Trier 1877 zu einem gemeinsamen Verein unter dem heutigen Namen.
Ins Leben gerufen wurde der Schachsport in Trier von dem Musiklehrer Otto Hunger, als er Schachfreunde suchte, welche im Verein das königliche Spiel betreiben wollten. Erstmalige Erwähnung über die Gründung des Schachklubs Trier im April 1877 findet sich in der Ausgabe des Trierischen Volksfreundes vom 24. April 1877. Am 18. Juni 1877, nachdem der Verein zwei Monate bestand, wurde der Deutsche Schachbund in Leipzig gegründet.

## Erfolge des Vereins

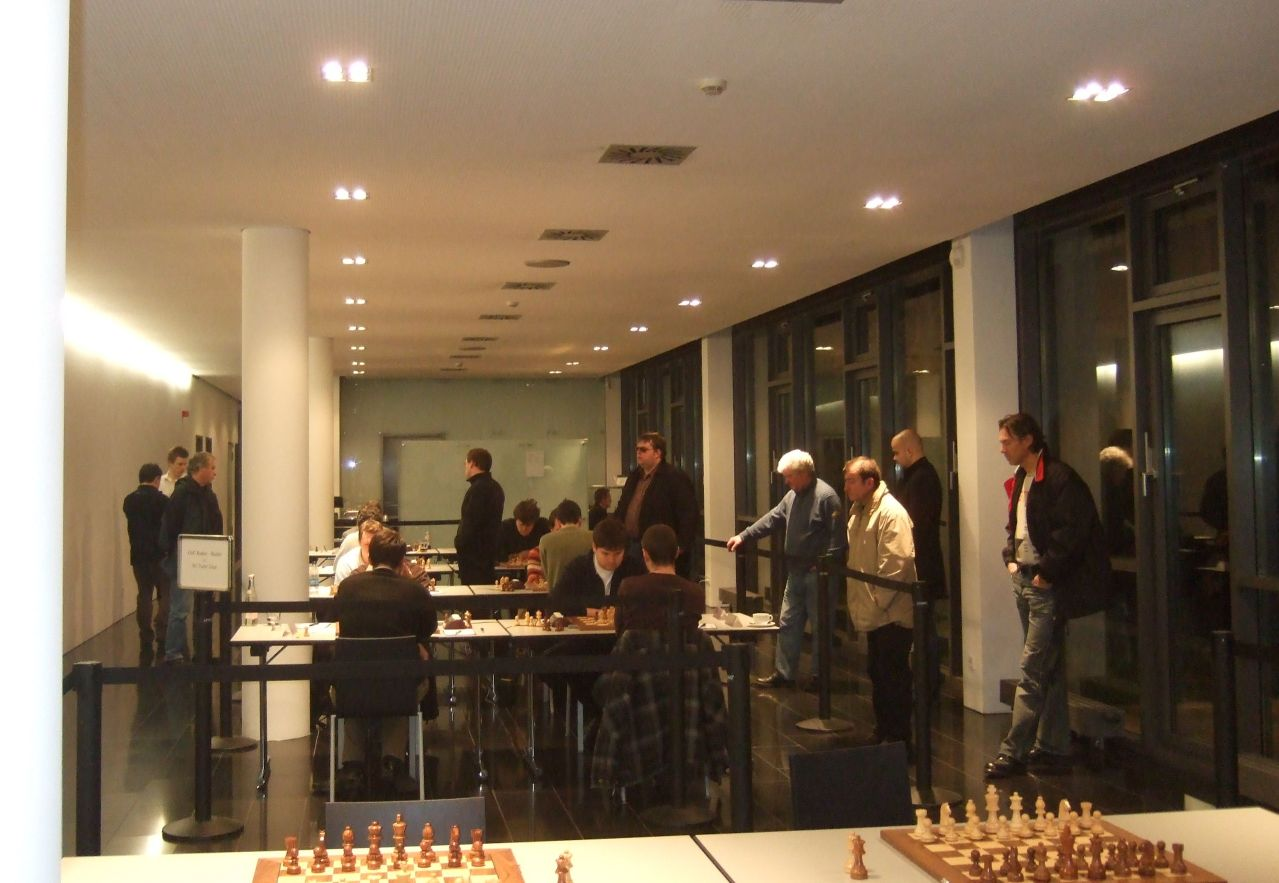
Bundesligaspiel der SG Turm Trier am 14. Dez. 2007 in Baden-Baden

Die erste Mannschaft spielte ab der Saison 2007/08 in der 1. Schachbundesliga und behauptete sich seitdem in dieser Klasse. Vor der letzten Runde der Saison 2016/17 gab der Verein bekannt, sich aus der Bundesliga zurückzuziehen und zukünftig in der britischen Four Nations Chess League anzutreten.